# ألكس بيرنال
ألكس بيرنال (بالإسبانية: Álex Bernal) هو لاعب كرة قدم إسباني، ولد في 3 مارس 1991 في إشبيلية في إسبانيا. لعب مع ريال بيتيس ونادي غرناطة ونادي لورقة ونادي ليغانيس ونادي ميرانديس ونادي هويسكا.

## وصلات خارجية
- ألكس بيرنال على موقع قاعدة بيانات كرة القدم.إي يو (الإنجليزية)
- ألكس بيرنال على موقع Soccerway.com (الإنجليزية)
- ألكس بيرنال على موقع AS.com (الإسبانية)